# Darth Vader
Darth Vader (41 BBY – 4 ABY) er en person i Star Wars-universet. Han hedder i begyndelsen Anakin Skywalker og er en lovende jedi, men får navnet Darth Vader af kejser Palpetine/Darth Sidious da han går over til den onde kejser Darth Sidious' side og selv bliver en ond sith-herre. Darth Vader er fader til Luke Skywalker og Leia Organa.
Anakin Skywalker er hovedpersonen i de første tre af de seks filmatiserede episoder. Han spilles af Jake Lloyd i Star Wars Episode I: The Phantom Menace; Hayden Christensen i Star Wars Episode II: Attack of the Clones, Star Wars Episode III: Revenge of the Sith og dvd-udgaven af Star Wars Episode VI: Return of the Jedi; og Sebastian Shaw i Star Wars Episode VI: Return of the Jedi.

## Optrædener

### Prequel-trilogien
Anakin Skywalker blev født ind i slaveri på ørkenplaneten Tatooine i den ydre ring mange år før det Galaktiske Imperium overtog galaksen. I sin barndom havde Anakin og hans mor, Shmi Skywalker, mange forskellige ejere; men de blev aldrig skilt. Han hjalp ofte andre folk i nød uden at tænke på konsekvenserne ved det. Anakins duelighed som podracerløber blev opdaget en dag hvor han skulle testkøre sin ejers kapsel. Watto, overrasket over drengens evner, valgte at sponsorere ham i flere løb, blandt andet det berygtede løb, Boonta Eve Classic.
Da Anakin var ni år gammel, mødte han en Jedi-mester ved navn Qui-Gon Jinn. Qui-Gon opdagede at Anakin var stærk i Kraften med det samme, og han mente at han var den Ene der ifølge profetien kunne genskabe balance i Kraften. Derfor ville han have Anakin med tilbage til Jedi-templet på Coruscant, så han kunne blive oplært til Jedi-ridder. Watto ville ikke sælge drengen, men ved hjælp af list fik Qui-Gon ham overtalt til at indgå et væddemål. Dette vandt Qui-Gon, og Anakin forlod Tatooine og sin mor og tog med Qui-Gon. De andre Jedi-mestre i Jedi-rådet på Coruscant var dog uenige med Qui-Gon, og han fik ikke lov til at oplære Anakin fordi han allerede havde en lærling, Obi-Wan Kenobi.
Qui-Gon trodsede rådet og tog drengen og Obi-Wan med sig til planeten Naboo som Handelsføderationen havde invaderet. Under slaget i hovedstaden Theed blev Anakin skilt fra Qui-Gon og Obi-Wan, og han var med i slaget mod rumskibene der blokerede planeten, mens de to Jedier kæmpede mod Sith-ridderen Darth Maul. Da Qui-Gon blev dræbt af Maul, tog Obi-Wan det på sig at træne drengen, med Jedi-rådets samtykke, efter Kampen om Naboo.
Anakin var en meget dygtig og lærenem padawan. Flere gange under sin træning viste han dog meget had. Hans første egentlige skridt mod den mørke side af Kraften tog han da han ville redde sin mor som en gruppe Tusken Raiders havde taget til fange. Han prøvede at helbrede hende, men hun døde i hans arme. Sønderknust over tabet, slagtede Anakin hele lejren i forbitrelse. Under sin træning blev Anakin forelsket i Padmé Amidala; men Jedi-kodekset forbød Jedier at forelske sig. På trods af det blev Padmé og Anakin gift på Naboo kort efter Klonkrigenes udbrud.
Anakin faldt til den mørke side i 19 BBY, og blev omdøbt til Darth Vader af Palpatine kort efter Anakin forrådte Mace Windu. Efter Vader havde vendt sig imod den mørke side gik han på ordre fra Palpatine sammen med en hær af elite-klontropper ind i jeditemplet og skånede ingen. I et raserianfald angreb han sin kone, og kom ud i duel med Obi-Wan, som han ikke kun så som en ven, men også som en bror. Ved slutningen af denne blev Vader overmodig og fik hugget sine lemmer af. Han faldt ned ved siden af en lavastrøm, og på grund af varmen blev han voldsomt forbrændt. Selv om Obi-Wan efterlod ham, overlevede han ved hjælp af sin vrede. Da fandt den nye selvudråbte kejser af det første Galaktiske Imperium, Palpatine, ham. Vader undergik nu en forvandling der ville plage ham resten af livet. Efter at have fået påsat mekaniske lemmer og kunstige organer, blev han placeret i en mørk dragt, og som kronen på værket fik han en maske sat på sit hoved. Han ville i de senere år blive det mest frygtede ansigt i hele Imperiet.

### Den originale trilogi
Han vidste ikke noget om at han og Padmé havde fået tvillingerne Luke og Leia, og de blev af Obi-Wan gemt for Anakin så de ikke også skulle falde til den mørke side af Kraften. Obi-Wan overlevede længe nok til at påbegynde træningen af Anakins søn, Luke, og Luke fik vendt Vader imod Palpatine. Anakin pådrog sig herved dødelig skade; men da han havde reddet sin søn og galaksen vendte han igen tilbage til den lyse side og blev ét med Kraften.